# قط أوروبي
القط الأوروبي الملقب بقصير الشعر (بالإنجليزية: European Shorthair)‏ هو أحد أقدم أعراق القطط من أصل أوروبي أو الشرق أوسطي.
منشأ هذا القط غير معروفٍ لكن العلماء يرجحون احتمال انحداره من القط الإفريقي البري الذي وصل روما منذ حوالي ألفي سنة ويعرف بتسمياتٍ عديدةٍ منها القط الرخامي والقط القبرصي، ضخم الجسم وهو صلبٌ وقوي ذو بناءٍ عضلي، صدره عريضٌ وقوائمه قويةٌ وأقدامه مستديرة، وله رأسٌ مستديرٌ بأذنين صغيرتين مستديرتين عند الأطراف وأنفه قصير، عيناه كبيرتان ويختلف لونهما باختلاف المعطف الذي يكون قصير الشعر وناعماً وأحياناً خشنٌ وهو يأتي بألوانٍ عدةٍ فقد يكون أسود أو أبيضاً، وهو قطٌّ ذكيٌّ شجاعٌ ونشيطٌ ويعتبر صائد فئرانٍ ماهرٍ يتكيف مع الطقس ويقاوم البرد ويألف العيش في البيوت والأماكن المكشوفة، تلد الأنثى مراتٍ عديدةٍ وبكثرة.